# Georgij Gapon
Georgij Apollonovič Gapon (rusky Георгий Аполлонович Гапон; 5. únorajul./ 17. února 1870greg., Poltava, Ukrajina – 28. březnajul./ 10. dubna 1906greg., Ozerki, Finsko) byl ruský pravoslavný kněz, vězeňský kaplan, zakladatel Shromáždění ruských továrních dělníků a jeden z vůdců ruské revoluce roku 1905.

## Životopis
Gapon byl syn ukrajinských rolníků. Vzdělával se v teologickém semináři a roku 1896 se oženil, o dva roky později však ovdověl. Poté se přesunul do Petrohradu a učil na tamní teologické akademii v roce 1902. Gapon stal se náboženským učitelem v sirotčinci v roce 1900 a stal se přítelem a zastáncem továrních dělníků a nezaměstnaných. Gapon byl postavou známou na dvoře cara Mikuláše II. i v nejchudších oblastech Petrohradu, kde působil jako misionář. Roku 1904 byl pověřen založením Shromáždění ruských továrních dělníků, které mělo zklidnit nespokojenost mezi pracujícími a posilovat národní uvědomění. Byl tak úspěšný, že na konci roku mělo Shromáždění 8000 členů, což bylo mnohem víc, než měla Ruská sociálně demokratická dělnická strana.

### Krvavá neděle
Počátkem ledna roku 1905 zahájili dělníci Putilovské železárny v Petrohradu stávku. Požadovali osmihodinovou pracovní dobu, zlepšení pracovních podmínek, vyšší mzdy pro ženy a všeobecný posun k politické demokracii. Během dvou týdnů se celé město octlo v generální stávce. Lenin tehdy konstatoval, že Rusko se nachází ve stavu nebývalého politického kvasu. Car nezahálel a kolem všech veřejných budov shromáždil vojsko. V této situaci se pop Gapon chopil myšlenky přímého apelu na cara. Kázal dělníkům na stávkových schůzích a sestavil petici, v níž Gapon požadoval svobodnou společnost, ve které si budou všichni rovni a budou zastoupeni v ústavním shromáždění ve všeobecném hlasování. Po jejím sestavení Gapon prohlásil „K carovi! A co když nás car nepřijme? Pak pro nás car neexistuje!“.
Pochodující ruská chudina se v čele s Gaponem blížila k několika branám, které stály kolem středu města. Gapon vedl zástup mířící k Narevské bráně. Když k ní dorazili, přehradilo jim cestu pěchotní vojsko a kolem se rozestoupili kozáci na koních se šavlemi. Jezdci zaútočili bez varování a do davu bezbranných demonstrantů udeřili z obou stran. Pak se přidala i pěchota a pálili salvu kulek do lidí, kteří stáli u sebe tak těsně, že se nemohli rozprchnout. „Viděl jsem šavle, jak se zvedají a dopadají. Pak muže, ženy a děti, jež klesají k zemi jak podťaté kmeny a vzduchem se neslo sténání, kletby a křik“ napsal později Gapon. Při pokojném pochodu zemřely podle oficiálních údajů dvě stovky lidí, Gapon však přežil.

### Smrt

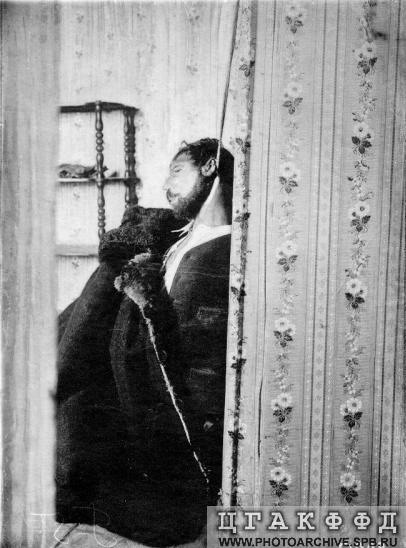
Tělo mrtvého Gapona

Po krvavém masakru mu spisovatel Maxim Gorkij poskytl nocleh a úkryt. Když ho začala hledat Ochranka, oholil si Gapon svůj vous a uprchl do Ženevy a stal se Leninovým společníkem. Mezitím se setkal s jinými ruskými emigranty, například s Georgijem Plechanovem, Petrem Kropotkinem a s francouzskými socialisty Jeanem Jauresem a Georgesem Clemenceauem. Nakonec se ale vrátil do Ruska a pokusil se u cara rehabilitovat a zároveň navázat styky s revolučními opozičními stranami. Někteří socialisté-revolucionáři byli přesvědčeni, že Gapon je vládním špionem, a přikázali jednomu ze svých členů, Pjotru Rutenbergovi, aby zařídil jeho smrt. Na jaře roku 1906 byl Gapon oběšen v chatce za tehdejší finskou hranicí ve vesnici Ozerki.